# 田村鎮
田村 鎮（たむら やすし、1878年〈明治11年〉10月24日 - 1942年〈昭和17年〉2月11日）は、日本の建築家。陸軍技師として数多くの軍関連施設を手がけた人物。陸軍技師として特に旧陸軍航空飛行隊の施設計画に深く関与していたこと、陸軍技師の中では筆頭格であったことがわかっている。一関藩最後の藩主・田村崇顕の長男。
江戸城跡に立地する旧近衛師団司令部庁舎（現国立近代美術館分室、1910、国重要文化財）が代表作。
他に田村が設計に大きく関わったと推定されるものには、樺太守備隊司令官宿舎（現ロシア陸軍法務局サハリン州軍管区裁判所、1908）、所沢飛行場飛行船庫（1913年）などが知られる。

## 経歴
東京府芝区（現在の東京都港区）に、華族・田村崇顯の長男として生まれる。1905年 (明治38年)、東京帝国大学工科大学建築学科卒業。卒業後は陸軍省に入省。翌年の1906年に技師に任官、2年間樺太守備隊司令部付。1908 年 (明治41年)、樺太守備隊司令部付で陸軍技師専任、陸軍臨時建築部本部付。1910年 (明治43年) 、旧陸軍航空飛行隊の前身である臨時軍用気球研究会御用掛兼勤。その後、建築学会委員にも就任、学会における活動にも積極的にかかわる。

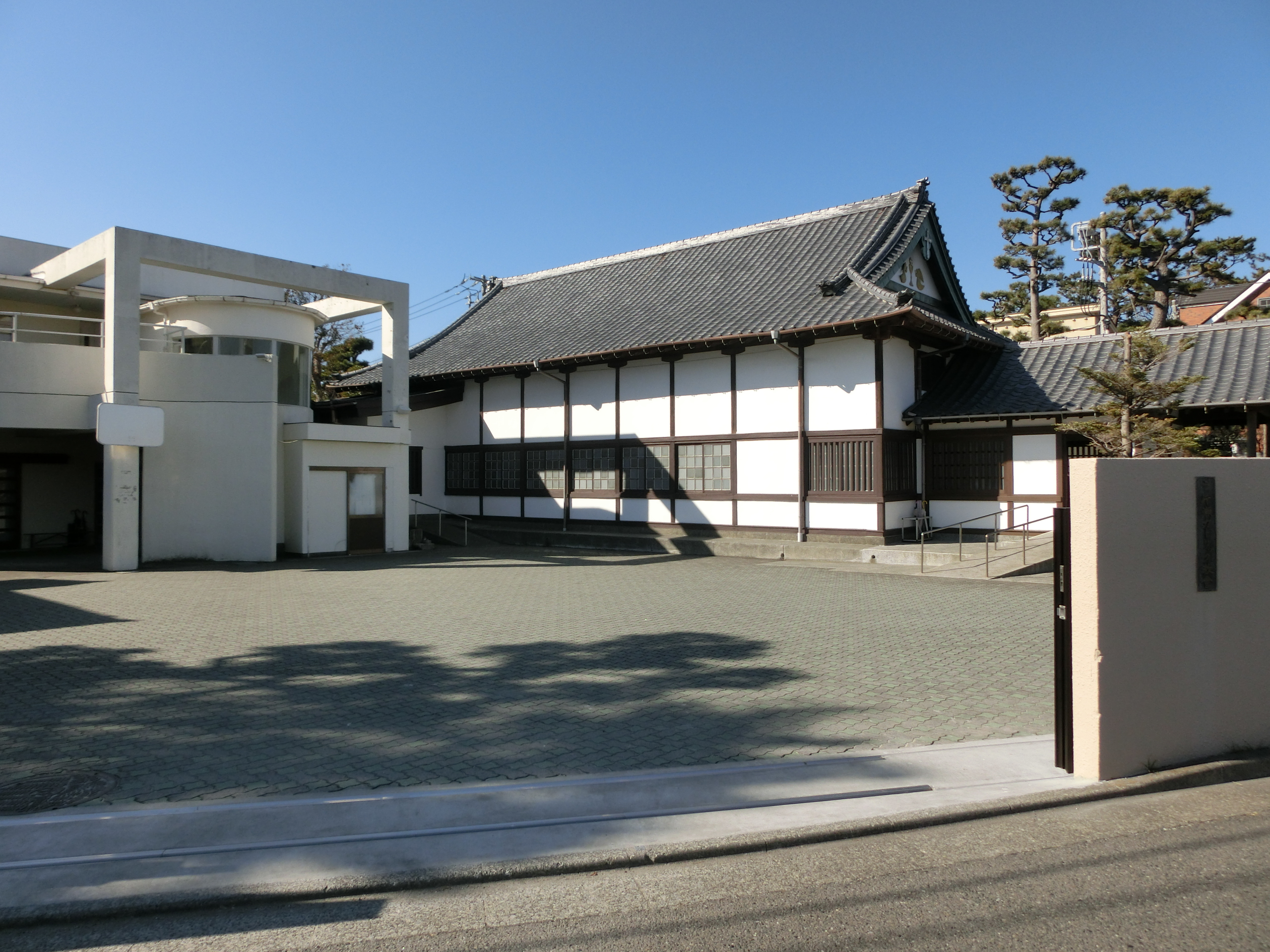
カトリック片瀬教会の木造聖堂（右側の建物）を手掛けた（1939年竣工）。

1920年(大正9年)、陸軍技師を退官。東京の青山一丁目に個人事務所を開設。1920年代半ばより藤沢市片瀬の造成地分譲を始めた山本信次郎とは知り合いで、自身も1927年に片瀬に移住し、分譲地の住宅建築のほか、乃木幼稚園 (現・湘南白百合学園幼稚園 ) 、乃木小学校、乃木高等学校、カトリック片瀬教会の設計も手掛けた。
また、建築家と民俗学者の共同による民家研究会「白茅会」にも参画している。
晩年は別荘地文化を形成した片瀬で暮らしたが、鵠沼や片瀬では昭和4年の小田急電鉄片瀬江ノ島線開通を契機に住宅地整備が冷鉱泉付きの住宅地（片瀬西濱分譲地）として本格化。整然とした住宅地の構成、小田急の駅との意匠的調和を図った商店街、片瀬乃木女学校、片瀬カトリック教会などのミッション系施設実現に片瀬の地主でもあり、海軍にも在籍したカトリック教徒である山本信次郎の手引で設計にはいずれも田村が関与している。